# Solangella
Solangella é um gênero de coleópteros da tribo Eburiini (Cerambycinae); compreende apenas três espécie, com distribuição na Bolívia, Equador e Venezuela.

## Sistemática
- Ordem Coleoptera
  - Subordem Polyphaga
    - Infraordem Cucujiformia
      - Superfamília Chrysomeloidea
        - Família Cerambycidae
          - Subfamília Cerambycinae
            - Tribo Eburiini
              - Gênero Solangella (Martins, 1997)
                - Solangella lachrymosa (Martins & Monné, 1975)
                - Solangella meridana (Bates, 1872)
                - Solangella micromacula (Martins, 1997)